# 無敵號航空母艦
無敵號（HMS Invincible R05）乃英國皇家海軍一艘輕型航空母艦，為無敵級航空母艦的一號艦，於2005年8月3日退役。該艦是皇家海軍第六艘以無敵（Invincible）命名的艦隻。光輝號航空母舰_(R06)繼承了無敵號成為皇家海軍的旗艦。
2011年2月，無敵號航空母艦被土耳其的Leyal Ship Recycling公司竞拍得到，将于3月离开英国，四周后抵达土耳其并被拆为废铁 。

## 福克蘭群島戰爭
無敵號在福克蘭群島戰爭中攜帶多架海鹞战斗攻击机與FA2獵鷹式戰鬥機，在與阿根廷對抗時，沒有一架艦載機被阿方擊落。尽管阿方宣称曾击中过它，但是所有战史界都不支持这一说法。稍有常识便可知，若一条航母被击中，等于根本无法再执行起降飞机的业务，而且瞒过整个舰队的人员也是根本不可能的。

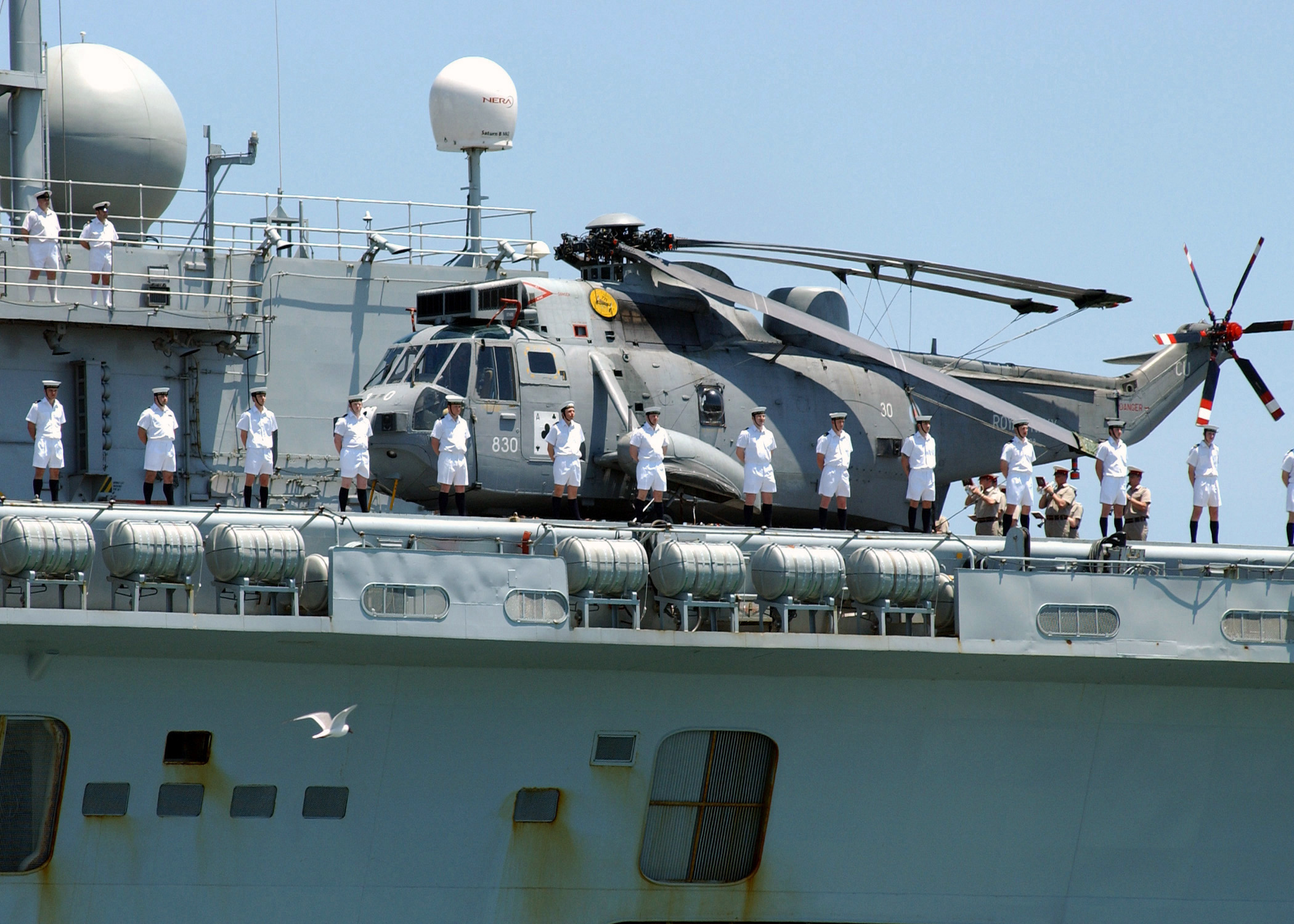
一架SH-3海王直昇機停放在英國航艦無敵號

## 解体
2010年12月起开始讨论解体业务，有中国企业家愿出500万镑购买，但是由于担心在中国手中再次服役因而最终决定在土耳其解体。

## 外部連結
- HMS Invincible: Aircraft Carrier
- Invincible class Aircraft Carrier Information （页面存档备份，存于）
- Maritimequest HMS Invincible photo gallery （页面存档备份，存于）
- HMS Invincible Down Under （页面存档备份，存于）
- Argentina's claim to have damaged HMS Invincible. （页面存档备份，存于）